# Albert Claude
Albert Claude, född 24 augusti 1899 i Neufchâteau i Belgien, död 22 maj 1983 i Bryssel, var en belgisk-amerikansk cellbiolog och läkare. År 1974 erhöll han Nobelpriset i fysiologi eller medicin tillsammans med Christian de Duve och George E. Palade.

## Biografi
Claude var son till Florentin Joseph Claude och Marie-Glaudice Watriquant Claude. Han var yngst av tre bröder och en syster. Hans far var Parisutbildad bagare och drev en bageributik. Claudes utbildning började i en grundskola i Longlier, hans födelseort. På grund av ekonomisk depression flyttade familjen 1907 till Athus, en välmående region med stålverk, där han gick i en tysktalande skola.
Vid första världskrigets utbrott blev han lärling vid ett stålverk och arbetade som industridesigner. Inspirerad av Winston Churchill, då brittisk krigsminister, gick han med i motståndsrörelsen och volontärarbetade i brittisk underrättelsetjänst där han tjänstgjorde under hela kriget. I slutet av kriget dekorerades han med Interallied Medal tillsammans med veteranstatus. Som ett erkännande av sin tjänst beviljades han 1922 inskrivning vid universitetet i Liège i Belgien för att studera medicin utan den formella utbildning som krävdes för kursen. Han avlade sin doktorsexamen i medicin 1928.

## Karriär
Claude fick resestipendium av belgiska regeringen för sin doktorsavhandling om transplantation av muscancer till råttor. Med detta arbetade han i sin postdoktorala forskning i Berlin under vintern 1928–1929, först vid Institut für Krebsforschung, och sedan vid Kaiser Wilhelm Institute for Biology i Dahlem, i professor Albert Fischers laboratorium för vävnadskultur. Tillbaka i Belgien fick han stipendium 1929 från Belgian American Educational Foundation för forskning i USA. Han ansökte till Rockefeller Institute (numera Rockefeller University) i New York. Simon Flexner, då direktör, accepterade hans förslag om att arbeta med isolering och identifiering av Rous sarkomvirus. I september 1929 började han arbeta vid Rockefeller Institute.
År 1930 utvecklade han tekniken för cellfraktion, genom vilken han upptäckte agenten för Rous sarkom, komponenter i cellorganeller som mitokondrier, kloroplast, endoplasmiskt retikulum, Golgiapparat, ribosom och lysosom. År 1938 identifierade och renade han för första gången komponenten i Rous sarkomvirus, orsaken för carcinom, som "ribose nucleoprotein" (så småningom kallad RNA). Han var den första som använde elektronmikroskop för att studera biologiska celler. Tidigare hade elektronmikroskop endast använts i fysisk forskning. Hans första elektronmikroskopiska studie var på strukturen hos mitokondrier 1945. År 1945 publicerade han cellens första detaljerade struktur. Hans samlade verk etablerade cellernas komplexa funktionella och strukturella egenskaper. Han fick amerikanskt medborgarskap 1941.
Claude var föreståndare vid Jules Bordet Institute for Cancer Research and Treatment och Laboratoire de Biologie Cellulaire et Cancérologie i Louvain-la-Neuve. Han var professor vid Fria universitetet i Bryssel, universitetet i Louvain och Rockefeller University. För sina banbrytande arbeten fick han Louisa Gross Horwitz-priset 1970, tillsammans med George Palade och Keith Porter, Paul Ehrlich och Ludwig Darmstaedter-priset 1971, och Nobelpriset i fysiologi eller medicin 1974 tillsammans med sin student George Palade och vännen Christian de Duve.
Efter sin pensionering 1971 från fria universitetet i Bryssel och från direktörsposten för Institut Jules Bordet fortsatte Claude sin forskning vid universitetet i Louvain med sin samarbetspartner Dr. Emil Mrena, som beslutade att avgå 1977 på grund av minskande aktivitet i laboratoriet och flyttade till andra forskningsarbetet. Claude fortsatte sin forskning i avskildhet tills han dog av naturliga orsaker i sitt hem i Bryssel 1983, men han hade slutat besöka sitt eget laboratorium i Louvain redan 1976 på grund av sin svaga hälsa.

## Priser och utmärkelser
- Baron Holvoet Prize av the Fonds National de la Recherche Scientifique of Belgium, 1965
- Louisa Gross Horwitz Prize, 1970 av Columbia University
- Paul Ehrlich and Ludwig Darmstaedter Prize, 1971
- Nobelpriset i fysiologi eller medicin, 1974 tillsammans med Palade och de Duve  "för deras upptäckter om cellens strukturella och funktionella organisation"
- Medal of the Belgian Academy of Medicine[förtydliga]
- Medlem av the Royal Academies for Science and the Arts of Belgium[förtydliga]
- Medlem av Franska vetenskapsakademin
- Hedersmedlem av the American Academy of Arts and Sciences
- Ordre des Palmes Académiques
- Grand Cordon of the Order of Léopold II[förtydliga]
- Hedersdoktorat vid universiteten i Modena, Brno, Liège, Louvain, Gent och the Rockefeller University.